# ولانس، دروم
شهر ولانس، دروم (به فرانسوی: ولانس، دروم) در شهرستان دروم در ناحیه رون-آلپ با جمعیت ۶۲۴۸۱ نفر در کشور فرانسه واقع شده‌است
ولانس شهری در جنوب شرقی فرانسه است، اداره پلیس (پرفکتور) بخش دروم در منطقه رون-آلپ در این شهر واقع است. ولانس پایتخت بخش دروم، واقع در ساحل سمت چپ رودخانه رون، در حدود۱۰۰ کیلومتر (۶۰ مایل) جنوب لیون، در امتداد خط راه‌آهن پاریس به مارسی می‌باشد. والانس با جمعیت ۶۲۴۸۱ نفر ثبت شده در سال ۲۰۱۲ (۱۲۷۵۵۹ نفر در منطقه شهری) پنجمین شهر منطقه محسوب می‌شود.